# Emleben
Emleben é um município da Alemanha localizado no distrito de Gota, estado da Turíngia.  

## História
Até dezembro de 2019, pertencia ao Verwaltungsgemeinschaft de Apfelstädtaue.

## Demografia
Evolução da população (em 31 de dezembro):
| - 1994 - 778 - 1995 - 800 - 1996 - 804 - 1997 - 808 | - 1998 - 808 - 1999 - 814 - 2000 - 806 - 2001 - 807 | - 2002 - 783 - 2003 - 795 - 2004 - 803 - 2005 - 805 |

Fonte: Thüringer Landesamt für Statistik